# Landtag de Liechtenstein
El Parlamento del Principado de Liechtenstein (en alemán: Landtag des Fürstentums Liechtenstein), comúnmente referido como Landtag de Liechtenstein (en alemán: Liechtensteinischer Landtag), es el órgano que ejerce el poder legislativo en el Principado de Liechtenstein.

## Funciones del Parlamento
El Parlamento de Liechtenstein se compone de 25 miembros. Sus derechos se ejercen en las sesiones plenarias del Parlamento, donde tienen lugar incluso las deliberaciones detalladas sobre proyectos de ley. 
Como en otros parlamentos, algunas tareas se delegan en comités. Cuando los comités están formados, preparan los proyectos básicos para la sesión plenaria y formulan las propuestas pertinentes.
Todos los miembros del Parlamento realizan su mandato de forma paralela a su participación profesional. Ellos reciben un sueldo anual de 20 000 francos suizos y una compensación diaria de 300 francos (200 por medio día). Por otra parte, las remuneraciones que reciben de la misma por reunión, durante los días en los trabajos preparatorios. 
Los miembros del Parlamento no puede ser considerados legalmente responsables de los enunciados u observaciones formulados durante las sesiones parlamentarias. 
Gozan de inmunidad en la medida en que sólo puede ser detenido con el dictamen conforme del Parlamento durante el período parlamentario oficial (a menos aprehendido por  delito flagrante).

## Presidente del Parlamento
El Presidente y su suplente son elegidos en la sesión de apertura del curso anual parlamentario. 
El Presidente hace un llamamiento a las sesiones plenarias durante el año, que las preside y representa al Landtag en el exterior. El vicepresidente le representa cuando no pueda asistir a la sesión plenaria.

## La Mesa del Landtag
La Mesa está compuesta por el presidente, vicepresidente y los tres portavoces de los grupos parlamentarios. 
El Secretario del Parlamento, actúa como asesor. 
La Oficina asesora al Presidente, sobre todo en lo referente a la agenda de las sesiones plenarias, en el que se prepara los presupuestos del Parlamento y decide sobre los niveles de dotación de personal para la Secretaría.

## La Secretaría
Que comprende el secretario del Parlamento, el secretario adjunto y varios miembros del personal funcionario, sus principales tareas son la elaboración de las actas de las sesiones plenarias y reuniones de la comisión, como apoyo al Presidente, miembros del Parlamento, las comisiones y delegaciones parlamentarias, así como para adquirir información para los miembros del Parlamento. Además, por lo general se encarga de leer los proyectos de ley en las sesiones plenarias. 
El secretario y su suplente son elegidos por el Parlamento en sesión pública.

## Composición actual del Landtag

### Resultado electoral
De las elecciones parlamentarias celebradas en Liechtenstein el 9 de febrero de 2025 se obtuvieron los siguientes resultados:
| Candidatura             | Candidatura                        | Resultados | Resultados                               | Resultados                               | Resultados |
| Candidatura             | Candidatura                        | Votos      | %                                        | Escaños                                  |            |
| ----------------------- | ---------------------------------- | ---------- | ---------------------------------------- | ---------------------------------------- | ---------- |
|                         | Unión Patriótica (VU)              | 79.478     | 38,3                                     | 10                                       |            |
|                         | Partido Cívico Progresista (FBP)   | 56.983     | 27,5                                     | 7                                        |            |
|                         | Demócratas por Liechtenstein (DpL) | 48.370     | 23,3                                     | 6                                        |            |
|                         | Lista Libre (FL)                   | 22.549     | 10,9                                     | 2                                        |            |
| Votos válidos           | Votos válidos                      | 15 748     | 100,00                                   | 25                                       |            |
| Votos nulos y en blanco | Votos nulos y en blanco            | 423        | Participación: · \| \| 76,34 % \| 1,70 % | Participación: · \| \| 76,34 % \| 1,70 % |            |
| Votantes                | Votantes                           | 16 171     | Participación: · \| \| 76,34 % \| 1,70 % | Participación: · \| \| 76,34 % \| 1,70 % |            |
| Electores               | Electores                          | 21 183     | Participación: · \| \| 76,34 % \| 1,70 % | Participación: · \| \| 76,34 % \| 1,70 % |            |
|                         | 76,34 %                            |            |                                          |                                          |            |

#### Mesa del Parlamento
La Mesa del Parlamento está formada por el presidente del Landtag, el vicepresidente y los portavoces de los cuatro grupos. El secretario del Landtag pertenece a la Mesa en calidad de asesor. La Mesa del Parlamento asesora al Presidente, especialmente cuando se elabora el orden del día de las sesiones del Landtag. La Mesa prepara el presupuesto del Landtag, la adquisición de información y documentos, y el suministro de información a través del Servicio Parlamentario para la atención de miembros, comisiones y delegaciones. Además, decide la contratación del personal para el Servicio Parlamentario.
| Cargo                                              | Cargo                                      | Titular              | Lista |
| -------------------------------------------------- | ------------------------------------------ | -------------------- | ----- |
| Presidente                                         | Presidente                                 | Albert Frick         | FBP   |
| Vicepresidenta                                     | Vicepresidenta                             | Gunilla Marxer-Kranz | VU    |
| Portavoces titulares                               |                                            |                      |       |
|                                                    | Portavoz del GP Unión Patriótica           | Manfred Kaufmann     | VU    |
|                                                    | Portavoz del GP Partido Cívico Progresista | Daniel Oehry         | FBP   |
|                                                    | Portavoz del GP Lista Libre                | Patrick Risch        | FL    |
| Fuente: Parlamento del Principado de Liechtenstein |                                            |                      |       |

### Grupos parlamentarios
| Grupo parlamentario | Grupo parlamentario                                       | Integrantes                  | Portavoz         | Escaños |
|                     | Unión Patriótica Vaterländische Union                     | Unión Patriótica             | Manfred Kaufmann | 10      |
|                     | Partido Cívico Progresista Fortschrittliche Bürgerpartei  | Partido Cívico Progresista   | Daniel Oehry     | 7       |
|                     | Demócratas por Liechtenstein Demokraten pro Liechtenstein | Demócratas por Liechtenstein | Vacante          | 6       |
|                     | Lista Libre Freie Liste                                   | Lista Libre                  | Patrick Risch    | 2       |

## Histórico de resultados y distribución de escaños
| 5   | 3    | 7   |
| CSV | Ind. | FBP |

| 11  | 4   |
| CSV | FBP |

| 9   | 6   |
| CSV | FBP |

| 9   | 6   |
| CSV | FBP |

| 4   | 11  |
| CSV | FBP |

| 15  |
| FBP |

| 2   | 13  |
| CSV | FBP |

| 4  | 11  |
| VU | FBP |

| 7  | 8   |
| VU | FBP |

| 7  | 8   |
| VU | FBP |

| 7  | 8   |
| VU | FBP |

| 7  | 8   |
| VU | FBP |

| 7  | 8   |
| VU | FBP |

| 7  | 8   |
| VU | FBP |

| 6  | 9   |
| VU | FBP |

| 7  | 8   |
| VU | FBP |

| 7  | 8   |
| VU | FBP |

| 8  | 7   |
| VU | FBP |

| 7  | 8   |
| VU | FBP |

| 8  | 7   |
| VU | FBP |

| 8  | 7   |
| VU | FBP |

| 8  | 7   |
| VU | FBP |

| 13 | 12  |
| VU | FBP |

| 2  | 11 | 12  |
| FL | VU | FBP |

| 1  | 13 | 11  |
| FL | VU | FBP |

| 2  | 13 | 10  |
| FL | VU | FBP |

| 1  | 13 | 11  |
| FL | VU | FBP |

| 3  | 10 | 12  |
| FL | VU | FBP |

| 1  | 13 | 11  |
| FL | VU | FBP |

| 3  | 8  | 10  | 4  |
| FL | VU | FBP | DU |

| 3  | 8  | 9   | 5  |
| FL | VU | FBP | DU |

| 3  | 10 | 10  | 2   |
| FL | VU | FBP | DpL |

| 2  | 10 | 7   | 6   |
| FL | VU | FBP | DpL |